# سرخوش تفرشی
میرزا یحیی خان تفرشی متخلص به سرخوش (ولادتش به سال ۱۲۷۷ ه. ق - مرگ وی در سال ۱۳۳۸ ه. ق) از شاعران چابک‌دست نیمه نخستین قرن چهاردهم هجری است که در غزلسرایی شایستگی بسیار یافته‌است. زادگاه وی روستای کوکان از محال تفرش است. وی در ابتدا نزد پدر خود حاجی میرزا عبدالغنی و سپس در نزد برادر بزرگ خود میرزا محمدعلی و حاجی ملاهادی سبزواری دانش‌اندوزی کرد چندسالی در خرم‌آباد بود و بعد به شهر دزفول رفت و سپس با عزم اقامت، رهسپار تهران شد وی در سال ۱۳۰۸ ه. ق منشی‌گری سفارت انگلستان را پذیرفت دیوان اشعار وی بیشتر از غزلیات و رباعیات تشکیل شد وی پیرو حافظ بوده‌است اتفاق افتاده است.

## دیوان اشعار
در ابتدای کتاب مقدمه‌ای در باب شرح حال یحیی خان تفرشی و مختصری از جفر افیای تفرش و امامزاده‌ها و قراء مربوطه نگارش میرزا زین‌العابدین خان منشی اول سفارت انگلیس و توضیحاتی دربارهٔ اش از ذکاءالملک فروغی آمده است. که شامل ۲۴ صفحه می‌باشد و سس دیوان غزلیات و رباعیات سرخوش تفرشی شروع می‌شود. کتاب به چاپ رسیده است